# Trichoptya ichthyuropis
Trichoptya ichthyuropis är en fjärilsart som beskrevs av George Francis Hampson 1926. Trichoptya ichthyuropis ingår i släktet Trichoptya och familjen nattflyn. Inga underarter finns listade i Catalogue of Life.